# Alchemilla ceylanica
Alchemilla ceylanica é uma espécie de rosácea do gênero Alchemilla, pertencente à família Rosaceae.